# Latécoère 299
Die Latécoère 299, auch Laté 299, war ein französischer leichter Bomber des Zweiten Weltkrieges. Es existierten zwei Exemplare.

## Geschichte
Aufgrund der guten Flugeigenschaften des Schwimmerflugzeuges Laté 298 entschloss man sich, von diesem Typ eine Ausführung mit einziehbarem Radfahrwerk zu entwickeln. Es war vorgesehen, damit die veralteten Mehrzweck-Doppeldecker PL 7 und PL 101 des Flugzeugträgers Béarn zu ersetzen.
Wie ihr Ausgangsmuster war die Latécoère 299 ein freitragender Tiefdecker in Ganzmetallbauweise mit stoffbespannten Rudern. Den Rumpf übernahm man von der Latécoère 298, lediglich die Pilotenkabine wurde um 0,53 Meter verlängert. Anstelle des Schwimmwerks bekam das Modell ein einziehbares Heckradfahrwerk, wobei die Haupträder in stromlinienförmige Verkleidungen am Unterflügel einfuhren. Die Tragflügel konnten wegen des beabsichtigten Trägereinsatzes beigeklappt werden.
Der Prototyp Latécoère 299.01 flog erstmals in Cazaux am 27. Juli 1939. Anschließend ging er zur Erprobung nach Lanevéoc-Poulmic, wo auch Deckslandungen simuliert wurden. Die weiteren Tests fanden auf der Marinebasis Biarritz-Parme statt, wo am 8. Oktober 1939 auch der zweite Prototyp erstmals flog.
Geplant war, 25 Laté 299 für den Einsatz auf der Béarn zu bauen. Aufgrund der Besetzung Frankreich durch die deutsche Wehrmacht kam es jedoch nicht mehr dazu.
Die Laté 299.01 wurde unter deutscher Aufsicht zum Einsitzer umgerüstet und für Tests mit zwei tandemartig hintereinander angeordneten Motoren Hispano-Suiza 12Y-31 (641 kW (872 PS)) mit gegenläufigen Luftschrauben unter der Bezeichnung Laté 299A eingesetzt. Solchermaßen ausgestattet erreichte sie eine maximale Geschwindigkeit von 468 km/h. Am 30. April 1944 wurde das Flugzeug durch einen Luftangriff zerstört.

## Technische Daten
| Kenngröße             | Daten                                                               |
| --------------------- | ------------------------------------------------------------------- |
| Hersteller            | Forges et Ateliers de Construction Latécoère                        |
| Konzeption            | Bomber, Aufklärungsflugzeug und Torpedobomber für den Trägereinsatz |
| Baujahr(e)            | 1939                                                                |
| Besatzung             | 3–4                                                                 |
| Länge                 | 12,28 m                                                             |
| Flügelspannweite      | 15,64 m                                                             |
| Flügelfläche          | 34,60 m²                                                            |
| Leermasse             | 3170 kg                                                             |
| Startmasse            | 4650 kg                                                             |
| Antrieb               | ein wassergekühlter Zwölfzylinder-V-Motor Hispano-Suiza 12Y-43      |
| Leistung              | 933 PS (686 kW)                                                     |
| Höchstgeschwindigkeit | 355 km/h in 1500 m Höhe                                             |
| Marschgeschwindigkeit | 240 km/h in 4000 m Höhe                                             |
| Dienstgipfelhöhe      | 6000 m                                                              |
| Reichweite            | 1000 km bei 600 kg Zuladung                                         |
| Bewaffnung            | zwei starre 7,5-mm-MG Darne in den Tragflächen                      |
| Bombenzuladung        | ein 670-kg-Torpedo DA oder 600 kg Bomben                            |